# Diócesis de Shinyanga
La diócesis de Shinyanga (en latín: Dioecesis Shinyangaënsis, en inglés: Roman Catholic Diocese of Shinyanga y en suajili: Jimbo Katoliki la Shinyanga) es una circunscripción eclesiástica de la Iglesia católica en Tanzania. Se trata de una diócesis latina, sufragánea de la arquidiócesis de Mwanza, que tiene al obispo Liberatus Sangu como su ordinario desde el 2 de febrero de 2015.

## Territorio y organización
La diócesis tiene 31 500 km² y extiende su jurisdicción sobre los fieles católicos de rito latino residentes en los distritos de Kishapu, Shinyanga rural y Shinyanga urbano en la parte centro-oriental de la región de Shinyanga y los distritos de Bariadi, Maswa, Meatu en la región de Simiyu.
La sede de la diócesis se encuentra en la ciudad de Shinyanga, en donde se halla la Catedral de María Madre de la Misericordia. 
En 2020 en la diócesis existían 35 parroquias.

## Historia
El vicariato apostólico de Maswa fue erigido el 24 de junio de 1950 con la bula Christiano Nomini del papa Pío XII, obteniendo el territorio de la división del vicariato apostólico de Musoma-Maswa (la otra parte dio lugar a la diócesis de Musoma).
El 25 de marzo de 1953 el vicariato apostólico fue elevado a diócesis con la bula Quemadmodum ad Nos del papa Pío XII. Originalmente era sufragánea de la arquidiócesis de Tabora.
El 9 de agosto de 1956 tomó su nombre actual en virtud del decreto Ad aptius catholicam de la Sagrada Congregación de Propaganda Fide.
El 18 de noviembre de 1987 pasó a formar parte de la provincia eclesiástica de la arquidiócesis de Mwanza.

## Estadísticas
De acuerdo al Anuario Pontificio 2021 la diócesis tenía a fines de 2020 un total de 915 780 fieles bautizados.
| Año                                                                             | Población            | Población | Población      | Sacerdotes | Sacerdotes    | Sacerdotes    | Bautizados por sacerdote | Diáconos permanentes | Religiosos | Religiosos | Parroquias |
| Año                                                                             | Bautizados católicos | Total     | % de católicos | Total      | Clero secular | Clero regular | Bautizados por sacerdote | Diáconos permanentes | Varones    | Mujeres    | Parroquias |
| ------------------------------------------------------------------------------- | -------------------- | --------- | -------------- | ---------- | ------------- | ------------- | ------------------------ | -------------------- | ---------- | ---------- | ---------- |
| 1950                                                                            | 2733                 | ?         | ?              | 10         |               | 10            | 273                      |                      |            |            |            |
| 1970                                                                            | 43 972               | 741 945   | 5.9            | 37         | 5             | 32            | 1188                     |                      | 37         | 18         | 20         |
| 1980                                                                            | 71 774               | 1 260 980 | 5.7            | 28         | 6             | 22            | 2563                     |                      | 24         | 27         | 23         |
| 1990                                                                            | 113 502              | 1 694 337 | 6.7            | 33         | 12            | 21            | 3439                     |                      | 24         | 38         | 23         |
| 1999                                                                            | 185 390              | 2 127 790 | 8.7            | 49         | 28            | 21            | 3783                     |                      | 23         | 51         | 25         |
| 2000                                                                            | 190 442              | 2 197 790 | 8.7            | 51         | 29            | 22            | 3734                     |                      | 26         | 51         | 25         |
| 2001                                                                            | 209 638              | 2 350 000 | 8.9            | 50         | 28            | 22            | 4192                     |                      | 27         | 59         | 25         |
| 2002                                                                            | 235 390              | 2 247 000 | 10.5           | 49         | 31            | 18            | 4803                     |                      | 20         | 44         | 26         |
| 2003                                                                            | 245 480              | 2 267 271 | 10.8           | 47         | 31            | 16            | 5222                     |                      | 18         | 44         | 26         |
| 2004                                                                            | 284 590              | 2 001 893 | 14.2           | 43         | 29            | 14            | 6618                     |                      | 16         | 41         | 25         |
| 2010                                                                            | 696 000              | 2 280 000 | 30.5           | 59         | 40            | 19            | 11 796                   |                      | 19         | 50         | 26         |
| 2014                                                                            | 767 000              | 2 511 000 | 30.5           | 64         | 44            | 20            | 11 984                   |                      | 20         | 54         | 28         |
| 2017                                                                            | 834 760              | 2 733 850 | 30.5           | 67         | 57            | 10            | 12 459                   |                      | 10         | 9          | 31         |
| 2020                                                                            | 915 780              | 2 999 160 | 30.5           | 66         | 60            | 6             | 13 875                   |                      | 6          | 2          | 35         |
| Fuente: Catholic-Hierarchy, que a su vez toma los datos del Anuario Pontificio. |                      |           |                |            |               |               |                          |                      |            |            |            |

## Episcopologio
- Joseph Blomjous, M.Afr. † (24 de junio de 1950-25 de marzo de 1953 renunció) (administrador apostólico)
- Edward Aloysius McGurkin, M.M. † (4 de julio de 1956-30 de enero de 1975 renunció)
- Castor Sekwa † (30 de enero de 1975-4 de junio de 1996 falleció)
- Aloysius Balina † (8 de agosto de 1997-6 de noviembre de 2012 falleció)	
  - Sede vacante (2012-2015)[5]
- Liberatus Sangu, desde el 2 de febrero de 2015